# Jump (Madonna-låt)
"Jump" släpptes den 2006 är den fjärde singeln från Madonnas tionde album Confessions on a Dance Floor. På maxisingeln finns även den nya låten "History".

## Versioner
Album Versionen (3:58 min)
Album Continuous Version (3:46)
Extended Album Version (5:09 min)
Radio Edit (3:22 min)

### Remixar
Jacques Lu Cont Mix (7:47 min)
Jacques Lu Cont Edit (5:20 min)
Junior Sanchez's Misshapes Mix (6:49 min)
Junior Sanchez's Misshapes Mix Edit (4:49 min) 
Axwell Remix (6:38 min)
Axwell Remix Edit (4:45 min)

## Listplaceringar
| Lista (2006-2007)   | Topplacering |
| ------------------- | ------------ |
| Australien          | 29           |
| Belgien (Flandern)  | 18           |
| Belgien (Vallonien) | 27           |
| Danmark             | 7            |
| Finland             | 2            |
| Italien             | 1            |
| Nederländerna       | 6            |
| Schweiz             | 21           |
| Spanien             | 3            |
| Sverige             | 40           |
| Österrike           | 20           |

### Fotnoter
1. ↑  ”Confessions on a Dance Floor”. 'BBC' (BBC Online). 25 december 2005. Arkiverad från originalet den 29 mars 2012. https://web.archive.org/web/20120329002550/http://www.bbc.co.uk/dna/collective/A8042357. Läst 17 juli 2009.
2. ↑  ”Listplacering”. Arkiverad från originalet den 11 april 2012. https://web.archive.org/web/20120411195500/http://australian-charts.com/showitem.asp?interpret=Madonna&titel=Jump&cat=s. Läst 28 maj 2011.
3. ↑  ”Listplacering”. http://www.ultratop.be/nl/showitem.asp?interpret=Madonna&titel=Jump&cat=s. Läst 28 maj 2011.
4. ↑  ”Listplacering”. http://www.ultratop.be/fr/showitem.asp?interpret=Madonna&titel=Jump&cat=s. Läst 28 maj 2011.
5. ↑  ”Listplacering”. Arkiverad från originalet den 12 september 2011. https://web.archive.org/web/20110912112913/http://danishcharts.com/showitem.asp?interpret=Madonna&titel=Jump&cat=s. Läst 28 maj 2011.
6. ↑  ”Listplacering”. http://finnishcharts.com/showitem.asp?interpret=Madonna&titel=Jump&cat=s. Läst 28 maj 2011.
7. ↑  ”Listplacering”. http://italiancharts.com/showitem.asp?interpret=Madonna&titel=Jump&cat=s. Läst 28 maj 2011.
8. ↑  ”Listplacering”. http://dutchcharts.nl/showitem.asp?interpret=Madonna&titel=Jump&cat=s. Läst 28 maj 2011.
9. ↑  ”Listplacering”. http://hitparade.ch/showitem.asp?interpret=Madonna&titel=Jump&cat=s. Läst 28 maj 2011.
10. ↑  ”Listplacering”. Arkiverad från originalet den 27 augusti 2011. https://web.archive.org/web/20110827081427/http://spanishcharts.com/showitem.asp?interpret=Madonna&titel=Jump&cat=s. Läst 28 maj 2011.
11. ↑  ”Listplacering”. http://swedishcharts.com/showitem.asp?interpret=Madonna&titel=Jump&cat=s. Läst 28 maj 2011.
12. ↑  ”Listplacering”. http://austriancharts.at/showitem.asp?interpret=Madonna&titel=Jump&cat=s. Läst 28 maj 2011.